# Ford Freestyle
La Ford Freestyle (nome in codice D219)  è un'autovettura di tipo crossover SUV di grandi dimensioni prodotta dal 2004 al 2007 dalla casa automobilistica statunitense Ford.

## Descrizione
La vettura venne commercializzata come successore della versione station wagon della Ford Taurus, e rappresentava la variante SUV delle berline a quattro porte Ford Five Hundred e Mercury Montego, condividendo con quest'ultime e vari modelli Volvo come la XC90 la piattaforma Ford D3. La Freestyle è stata prodotta sia a trazione anteriore che a trazione integrale, con sei o sette posti. Nella gamma dei modelli Ford si posizionava tra la Edge e la Explorer. È stata venduta negli Stati Uniti, Canada, Corea del Sud, Porto Rico, Isole Vergini e Guam. la Freestyle è stata anticipata da una concept car presentata al salone di Detroit Auto all'inizio del 2003.
Come per le Ford Five Hundred e Mercury Montego che erano era basati sulla piattaforma Ford D3, è stata assemblato nello stabilimento Ford di Chicago.
La Freestyle, insieme alla Five Hundred e alla Escape Hybrid, è stata uno dei primi veicoli statunitensi a utilizzare una trasmissione CVT. Il modello con trazione integrale erano dotate di una frizione Haldex che ripartiva la coppia al posteriore. A spingere la vettura c'era un motore Duratec V6 da 3,0 litri con una potenza di 203 CV (151 kW) erogati a 5750 giri/min.
La Freestyle è stata tra le tre finaliste d  concorso North American Car of the Year nel 2005, dove si è piazzata terza dietro la Escape Hybrid.
Nel 2018 il nome Freestyle è stata riutilizzato per una variante crossover della Ford Figo.